# Ulpiano Checa
Ulpiano Fernández-Checa y Saiz – hiszpański malarz, rzeźbiarz, plakacista i ilustrator.

## Życiorys
Od wczesnych lat wykazywał talent artystyczny. Mając 13 lat, poznał José Ballestera, właściciela jednej z madryckich kawiarni, który stał się jego protektorem i mecenasem. José Ballester zachwycony talentem Cheki skonsultował się z madryckim artystą Luisem Tabernerem i zdecydował przenieść Chekę razem z całą rodziną do Madrytu, a następnie opłacić jego studia. Checa mieszkał z José Ballesterem w Madrycie w latach 1875–1884. Zaprzyjaźnił się z synem swojego protektora Eduardo Ballesterem Estrechą, którego często portretował. Witrażami o motywach kwiatowych ozdobił kawiarnię Ballestera Café de la Concepción de la Corredera Baja.
Studiował w Escuela de Bellas Artes y Oficios, a w 1875 r. wstąpił do Królewskiej Akademii Sztuk Pięknych św. Ferdynanda w Madrycie. Studiując w akademii, uzyskał trzy medale i dwa stypendia. W latach 1879–1884 pracował jako adiunkt u profesora perspektywy malarza Pabla Gonzalva. Uczył się również w pracowni Federica Madrazo.
Otrzymał stypendium na studia w Rzymie, gdzie współpracował z czasopismem „La ilustración española y americana” oraz zajmował się malarstwem o tematyce historycznej. W ostatnim roku swojego stypendium wyjechał do Paryża, gdzie przedstawił obraz Porwanie Persefony na wystawie organizowanej przez Salon de Champs-Élysées, wywołując wiele kontrowersji. Po ukończeniu studiów ubiegał się o kolejne stypendium, jednak zostało ono przyznane malarzowi José Benlliure y Gil.
Pracował jako asystent Manuela Domíngueza przy dekoracji Palacio de Linares i bazyliki San Francisco el Grande w Madrycie. Był jednym z założycieli Círculo de Bellas Artes de Madrid. Z okazji 100. rocznicy śmierci poety Pedra Calderóna de la Barki wykonał pierwsze ilustracje do czasopism.
W 1889 r. przeprowadził się do Paryża, który stał się europejskim centrum kultury. W tym samym roku otrzymał III medal na Exposition Universelle de Paris za obraz En la iglesia. W 1890 r. zdobył III medal na wystawie Salon de Paris za obraz Carrera de carros romanos, który przyniósł mu uznanie francuskich krytyków i publiczności. Ożenił się z Matilde Chayé, pochodzącą z zamożnej argentyńskiej rodziny. Życie dzielił między Paryżem a Bagnères-de-Bigorre, miejscowością w Pirenejach, gdzie rodzina jego żony miała rezydencję. Często podróżował do Hiszpanii i odwiedzał Colmenar de Oreja. Jego status ekonomiczny i ciekawość świata pozwoliły mu na liczne podróże, które uczyniły z niego malarza o międzynarodowej sławie.
Brał udział w wiele wystawach, na których zdobywał liczne nagrody. Rokrocznie przedstawiał swoje dzieła na Salon de Paris. Pojawiał się także na wystawach w Lyonie, Rouen, Angers i Bordeaux. Wysyłał swoje dzieła na wystawy w Belgii, Niemczech, Hiszpanii (Salamanka i San Sebastián), w obu Amerykach (Buenos Aires, Montevideo, Atlanta, Rio de Janeiro) i Afryce (Algieria, Tunezja). Szybko rosła jego międzynarodowa sława; rząd hiszpański przyznał mu Order Karola III, a rząd francuski Order Legii Honorowej. W 1895 r. zorganizował pierwszą indywidualną wystawę u znanego francuskiego marszanda Georges’a Petita, na której przedstawił ok. 60 prac.
W 1897 r. zainteresował się innymi niż malarstwo dziedzinami sztuki. Otrzymał zamówienie od syndykatu łaźni termalnych w Bagnères-de-Bigorre na zrealizowanie reklamy ich miejscowości. Opublikował Le generalife, swoją pierwszą ilustrowaną książkę. Wykonał kilka malowideł ściennych, m.in. podczas jednej z licznych wizyt w Hiszpanii ozdobił prezbiterium kościoła parafialnego Santa María la Mayor w Colmenar de Oreja. Malowidła przedstawiają Zwiastowanie, Ofiarowanie Maryi w świątyni oraz świętego Krzysztofa.
Rok 1900 był dla Cheki pasmem sukcesów. Opublikował Tratado de perspectiva, otrzymał złoty medal na Exposition Universelle de Paris za dzieło Los últimos días de Pompeya. Przygotował litografię dla projektu reklamującego pawilon Andalucía en tiempo de los moros, przy którym współpracował z takimi artystami jak Jules Chéret, Étienne Dinet i Edmond Grasset. Wykonał dekorację kopuły restauracji Le train bleu mieszczącej się na Gare de Lyon w Paryżu.
W 1901 r. zaprojektował kostiumy dla przedstawienia teatralnego Quo Vadis w Paryżu. W 1902 r. wyjechał do Ameryki; odwiedził Argentynę i Urugwaj. Przedłużył swój pobyt w Ameryce o kilka miesięcy, kiedy odkrył jak ważnym i chłonnym rynkiem była dla sztuki. Portretował znane i wpływowe osobistości epoki. Urugwajski poeta Juan Zorrilla de San Martín zaproponował mu zilustrowanie jego tomiku Tabaré, który opublikowano w 1904 roku. W 1905 r. podróżował po Włoszech, gdzie namalował wiele obrazów. Rok później wrócił do Buenos Aires, gdzie wykonał portret niedawno zmarłego prezydenta Bartolomé Mitre.
Chętnie odwiedzał Algierię, gdzie zbierał materiały i tworzył w stylu orientalistycznym. W 1908 r. razem z innymi malarzami zilustrował Les alhambras Zachariego Astruca.
W 1910 r. zachorował na niewydolność nerek i chociaż nie przestał pracować, w tym okresie powstało mniej nowych dzieł. Konsekwentnie brał udział w Salon de Paris, a w 1912 r. zrealizował indywidualną wystawę w Galerii Imberti w Bordeaux. W tym samym roku otrzymał Order Sławy od rządu Tunezji.
Po wybuchu I wojny światowej opuścił Paryż i zamieszkał w rezydencji w Bagnères-de-Bigorre. Następnie przeprowadził się do sąsiedniego Dax, gdzie zmarł 5 stycznia 1916 roku. Na jego życzenie jego prochy zostały przeniesione do rodzinnego Colmenar de Oreja w Hiszpanii.

## Twórczość
Dzieła Cheki charakteryzują się kolorem, światłem i kreską, które łączą się w harmonijną całość dzięki dynamizmowi przedstawionych scen. Artysta łączył zasady impresjonizmu, luminizmu i akademizmu, nie faworyzując żadnego ze stylów. Jego malarstwo historyczne często przedstawia galopujące konie jako środek mający na celu wywrzeć wrażenie na widzu poprzez niezwykle zawieszony ruch. Przedstawiał galopujących hunów, barbarzyńców, Pompejańczyków, Francuzów, Arabów, a nawet królów. Często przeciwstawiał sobie wiązkę ciepłego i zimnego światła.

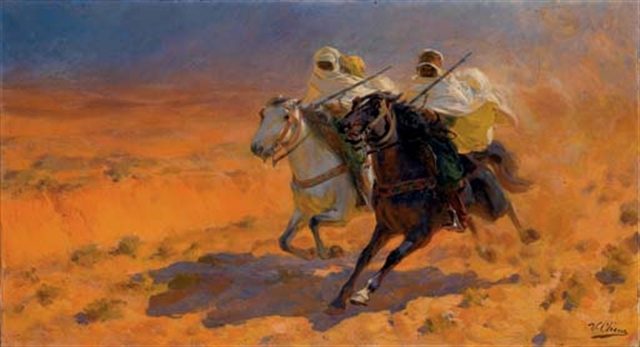
Fantazja

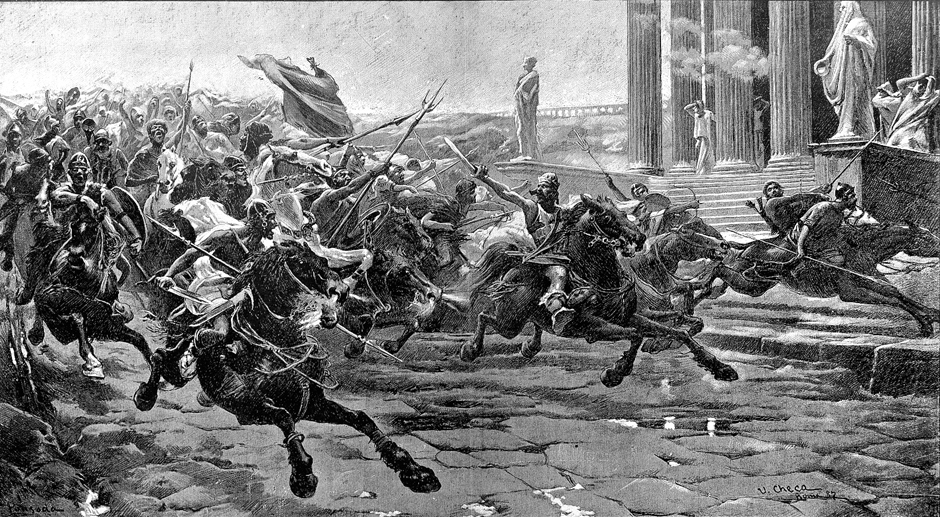
Hunowie wkraczający do Rzymu

## Dzieła
- Academias (1). Węgiel na papierze, 61,5 × 34,5 cm.
- Academias (2). Węgiel na papierze, 61,5 × 34,5 cm.
- Academias (3). Węgiel na papierze, 61,5 × 34,5 cm.
- Academias (4). Węgiel na papierze, 61,5 × 34,5 cm.
- Academias (5). Węgiel na papierze, 61,5 × 34,5 cm.
- Amor compartido. Akwarela, tusz i ołówek na papierze, 56 × 75 cm.
- Carrera de carros romanos. Foto-grawerstwo na papierze, 70 × 102 cm. (1890)
- Carro romano. Rzeźba w brązie, 37 × 67 × 24 cm.
- Centinela a caballo. Olej na płótnie, 55,5 × 46,5 cm. (1909)
- Descanso de la compañía de caballería. Olej na płótnie, 38,5 × 64,2 cm. 1883
- El galope. Olej na płótnie, 60 × 38 cm.
- El lazo en la pampa. Foto-grawerstwo na papierze, 40,5 × 27,6 cm. 1895.
- El piel roja. Posąg w brązie, 56 × 40 × 18 cm. 1895
- Porwanie Persefony. Tusz, rysunek piórkiem i gwasz na papierze, 59 × 44,2 cm.
- El último de los pieles rojas. Foto-grawerstwo na papierze, 56 × 82 cm.
- Enamorados en Pompeya. Olej na płótnie.
- Fuente de Roma. Olej na tablicy, 16,7 × 24,8 cm.
- Juego de los cientos. Olej na płótnie, 46,5 × 61,4 cm. 1895.
- La anunciación de la virgen, Olej na płótnie, 36,4 × 28,3 cm. 1875.
- La feria. Brąz, 54 × 57 × 20 cm.
- La huerta lub El tren de Colmenar. Olej na płótnie, 61,7 × 93,2 cm.
- La ninfa Egeria dictando a Numa Pompilio las leyes de Roma. Olej na płótnie, 300 × 200 cm.
- La nube o la carga de la caballería mora. Akwarela na papierze, 100 × 61,5 cm.
- Leda y el cisne. Węgiel i gwasz na papierze.
- Los pieles rojas. Foto-grawerstwo na papierze, 21 × 30,2 cm.
- Mujer con abanico y manto. Węgiel, tusz i ołówek na papierze, 35 × 29 cm.
- Presentación de la virgen en el templo, La anunciación 1897. Olej na płótnie, 51 × 54 cm. Szkic do malowideł ściennych w kościele Santa María la Mayor w Colmenar de Oreja.
- Proyecto de casa consistorial de Colmenar de Oreja. Akwarela na papierze, 40 × 59 cm. 1901.
- Retrato de don José Ballester. Olej na płótnie, 200 × 130 cm. 1879.
- Retrato de Eduardo Ballester Estecha. Olej na płótnie, 46,5 × 58,5 cm.
- Retrato de la señora Castellanos. Olej na płótnie, 86,5 × 58 cm.
- Torre de Colmenar de Oreja. Akwarela na papierze, 52,1 × 37 cm.
- Venecia. Olej na płótnie, 15 × 23 cm. (1905)